# Olozi
Olozi es un despoblado español del municipio de Arce, perteneciente a la Comunidad Foral de Navarra.

## Toponimia
El lugar puede aparecer referido con las grafías «Olozi», «Uloci» y «Oloci».

## Historia
Hacia mediados del siglo XIX, el lugar, ya por entonces perteneciente a Arce, tenía contabilizada una población de 32 habitantes. Aparece descrito en el decimoquinto volumen del Diccionario geográfico-estadístico-histórico de España y sus posesiones de Ultramar de Pascual Madoz con las siguientes palabras:

ULOCI ú OLOCI: cas. del valle de Arce en la prov. de Navarra, part. jud. de Aoiz (1 leg.), dióc. de Pamplona (5 1/2): sit. en una pendiente suve, rodeado de montañas; clima frio: tiene una casa de construccion ordinaria; igl. dedicada á la Natividad de Ntra. Sra., eneja de Arizcuren, que dista 1/2 leg., y un arroyo de buenas aguas que baña el terreno á la vez que surte á los habitantes. El térm. confina N. Artozqui; E. Uli; S. Rala, y O. Ezcay; siendo su estension de 1/2 leg. de N. á S., y de 1/4 de E. á O. El terreno es montuoso y poco fértil; hay montes con pinos, robles y carrascos, y muchas canteras de piedra caliza. caminos: locales y en mal estado. El correo se recibe de Aoiz. prod.: trigo, avena, cebada, algo de maiz y patatas; cria de ganado vacuno, lanar y cabrio, para los cuales hay buenos pastos; caza de perdices, liebres, lobos, corzos y jabalies. pobl.: un vec., 8 alm. riqueza con el valle (V. su art.). Es propiedad de D. José Izco, vec. de Lumbier.
(Madoz, 1849, pp. 210-211)